# Шнабель, Артур (дзюдоист)
Артур Шнабель (нем. Arthur Schnabel; 16 сентября 1947, Швайген-Рехтенбах, Французская зона оккупации Германии — 22 октября 2018, Канкун, Кинтана-Роо) — немецкий дзюдоист, чемпион и призёр чемпионатов ФРГ, бронзовый призёр чемпионатов Европы и летних Олимпийских игр 1984 года в Лос-Анджелесе, участник двух Олимпиад.

## Карьера
Выступал в полутяжёлой (до 93-95 кг), тяжёлой (свыше 95 кг) и абсолютной весовых категориях. Чемпион (1976, 1978, 1980, 1982, 1987), серебряный (1979, 1983) и бронзовый (1984, 1985) призёр чемпионатов ФРГ. Победитель и призёр международных турниров. Бронзовый призёр чемпионатов Европы 1976, 1977, 1981 и 1982 годов.
На летних Олимпийских играх 1976 года в Монреале Шнабель стал 12-м. На Олимпиаде 1984 года в Лос-Анджелесе завоевал бронзовую медаль.